# Mont-Laurier
Mont-Laurier es una ciudad de la provincia de Quebec, Canadá. Está ubicada en el municipio regional de condado de Antoine-Labelle y a su vez, en la región administrativa de Laurentides. Hace parte de las circunscripciones electorales de Labelle a nivel provincial y de Laurentides−Labelle a nivel federal.

## Geografía
Mont-Laurier se encuentra ubicada en las coordenadas 46°33′00″N 75°30′00″O / 46.55000, -75.50000. Según Statistics Canada, tiene una superficie total de 590,76 km² y es una de las 1135 municipalidades en las que está dividido administrativamente el territorio de la provincia de Quebec.

## Demografía
Según el censo de 2011, había 13 779 personas residiendo en esta ciudad con una densidad poblacional de 23,3 hab./km². Los datos del censo mostraron que de las 13 405 personas censadas en 2006, en 2011 hubo un aumento poblacional de 374 habitantes (2,8%). El número total de inmuebles particulares resultó de 6744 con una densidad de 11,42 inmuebles por km². El número total de viviendas particulares que se encontraban ocupadas por residentes habituales fue de 6186.